# Alambari
Alambari est une municipalité brésilienne de l'État de São Paulo et la Microrégion d'Itapetininga.

## Démographie
| Évolution de la population (municipalité) | Évolution de la population (municipalité) | Évolution de la population (municipalité) | Évolution de la population (municipalité) |
| Année                                     | Population                                |                                           | %±                                        |
| ----------------------------------------- | ----------------------------------------- | ----------------------------------------- | ----------------------------------------- |
| 2000                                      | 3 650                                     |                                           | —                                         |
| 2010                                      | 4 884                                     |                                           | 33,8%                                     |
| 2022                                      | 6 141                                     |                                           | 25,7%                                     |
| ,                                         |                                           |                                           |                                           |